# Descanso peregrinus
Descanso peregrinus là một loài nhện trong họ Salticidae.
Loài này thuộc chi Descanso. Descanso peregrinus được Arthur Merton Chickering miêu tả năm 1946.